# 少年チャンピオン・コミックス
少年チャンピオン・コミックス（しょうねんチャンピオン・コミックス）は、日本の出版社である秋田書店が発行する漫画レーベルの一つ。

## 概要
主に『週刊少年チャンピオン』や『月刊少年チャンピオン』、『Champion タップ!』および『もっと!』に掲載された作品が収録されている。背表紙のデザインが昔からほとんど変更されていないのが特徴で、独自のマークである帽子を被ったマスコット（少チャン）が特徴である。毎月8日頃発売（土曜・日曜の場合は直前の金曜発売）。なお、昔は不定期での発売だった。

## 他社最大手少年誌コミックスとの相違点
週刊チャンピオン掲載作品ではコミックスの売り上げが毎週の読者アンケートと同等の判断材料になる。アンケート成績では打ち切り基準に該当しなくても、連載と同時進行で発売された既刊単行本の売り上げが悪ければチャンピオン本誌での連載が終了ないしは「第1部完」に追い込まれることがある。
アンケート成績が悪く短期打ち切りになった作品では、単行本を出せる量のページ数が溜まっていても、採算が取れないと判断されると単行本は発売されない場合がある。また、発売されても部数は極端に少ない。少年チャンピオン・コミックスで全話収載された場合でも、その後秋田文庫やAKITA TOP COMICSで再刊した際に売上が悪い場合そちらでも途中で刊行が行われなくなる場合がある。
一方、漫画雑誌業界全体で見ると青年誌や女性向け漫画誌などを筆頭に連載の多くがコミックス化されず、話題作のみ刊行する雑誌も多い。少年チャンピオン・コミックスはそれらと他社最大手の少年誌コミックスが持つ要素を合わせ持つ形となっている。
新人・若手やそれまで実績を残していない作家の作品の場合、特に1巻の発行部数は極端に少なく、作品人気が出荷時の予想を上回った場合に入手困難になることが多い。
逆に大ヒット作品の場合はなるべく絶版にはせず、現在も新刊の状態で発注が可能である。「マカロニほうれん荘」は45年経った2023年時点で増刷を繰り返しており、第1巻は62刷を数える。

## 装丁・レイアウト・品質
創刊から暫くは表紙の装丁が上部にタイトル名と巻数が表記され、中央部にイラスト、下段に著者名と「爆笑コミックス」や「恐怖コミックス」などといったジャンル名が明記といった具合に統一され、カバー下の本体の表紙はそこからイラストが除かれたものだった。
1982年連載開始作品より統一レイアウトは廃止され、表紙全面を用いたイラストが使われ、本体の表紙もモノクロのイラストとなったが、その表紙も一部の作品を除きデザインは類似したままであった。
1991年連載開始作品からは背表紙の巻数表示が一部の例外を除き統一された丸数字のデザインから各作品特有のデザインへと変更。更に背表紙の少チャンマークの部分に「SHŌNEN CHAMPION COMICS」の文字が入る。
2012年末刊行開始作品より背表紙上部の四ツ星マークが除かれ、掲載誌別に「WEEKLY」・「MONTHLY」・「BESSATSU」・「タップ!」・「(motto!)」と特有の表記が加わる様に変更された。
カバーの表紙イラストと本体の表紙イラストは特別な意図が無い限り基本的に同じである。
2005年頃からは毎話8～12ページ以下のショートコメディ作品において巻頭にカラーページを挿入し、総ページ数も160ページ程度にした刊行形態を導入している。
巻末の奥付のレイアウトは2008年にDTP化された書体などを除き、創刊時からほとんど変更がない。
本そのものの品質が非常に良いことで知られる。紙質は他レーベルよりも厚めでしっかりしている。30年以上前の単行本も紙が色褪せにくくなっており、1970年代に発行された単行本でも経年劣化が少ない。

## レーベル
それぞれ掲載誌別に、特有の表記が背表紙に加わる。
少年チャンピオン・コミックス
基本レーベル。新書判
少年チャンピオンコミックス・タップ!
「Champion タップ!」掲載作品。
少年チャンピオン・コミックス・エクストラ
主にB6判。
少年チャンピオン・コミックス・エクストラ もっと!
「もっと!」掲載作品。背表紙に少チャンマークが存在せず、代わりに「m!」という独自のマークが配置されている。

## 過去の主なヒット作
- ブラック・ジャック
- ドカベンシリーズ
  - ドカベン
  - 大甲子園
  - ドカベン プロ野球編
- あばしり一家
- キューティーハニー
- 恐怖新聞
- 魔太郎がくる!!
- バビル2世
- 原始少年リュウ
- がきデカ
- マカロニほうれん荘
- 750ライダー
- 月とスッポン
- ゆうひが丘の総理大臣
- エコエコアザラク
- 百億の昼と千億の夜
- レース鳩0777
- すくらっぷ・ブック
- るんるんカンパニー
- クルクルくりん
- プラレス3四郎
- マッドメン
- 熱笑!! 花沢高校
- 本気!
- クローズ
- グラップラー刃牙シリーズ
  - グラップラー刃牙
  - バキ
  - 範馬刃牙
- 浦安鉄筋家族
- らんぽう
- 覚悟のススメ
- 学校怪談
- シャカリキ!
- 花右京メイド隊
- オヤマ!菊之助
- 鉄鍋のジャン!